# ティッシュ・ハワード
ティッシュ・ハワード（Tish Howard、1946年7月4日 - ）は、アメリカ合衆国の男性向雑誌PLAYBOY誌・1966年7月号のプレイメイト。ニューヨーク出身。
彼女の中央見開き折込ページ（センターフォールド）は、ウィリアム・フィッゲ (William Figge) とエド・デロング (Ed DeLong) によって撮影された。彼女はまた、スーザン・デンバーグ、最終的な勝者リサ・ベイカーと共に1967年のプレイメイト・オブ・ザ・イヤー最終選考に残った1人だった。

## 来歴
ティッシュの父親は作家、母親は芸術家であった。彼女が6歳の時、一家はカリフォルニア州モントレーに移住し、15歳の時にパリに移り住んだ。ティッシュは後にカリフォルニア大学サンタバーバラ校で美術を学んだ。
「ティッシュ・ハワード」の名は、彼女が当時カトリックのマウント・セント・メアリーズ・カレッジ (Mount St. Mary's College) に通っていたため使用した偽名であった。